# John Scott (Filmeditor)
John Scott (* 1944 in Melbourne, Victoria) ist ein australischer Filmeditor.

## Leben
John Scott begann seine Karriere im Bereich Filmschnitt mit den Bruce-Beresford-Produktionen The Adventures of Barry McKenzie (1972) und Barry McKenzie Holds His Own (1974). Seitdem zählt er zu den renommiertesten australischen Editoren. Bereits 1978 konnte erstmals für die Montage von Newsfront einen AFI-Award des Australian Film Institute für den Besten Schnitt gewinnen. Mit Der Navigator und Little Fish sollten zwei weitere Auszeichnungen folgen, wobei Scott sechs weitere Male nominiert war.
Insgesamt schnitt Scott unterschiedlichste internationale Produktionen in Australien, England und Hollywood. Zuletzt war er für die Montage in den Filmen Spiel der Götter – Als Buddha den Fußball entdeckte und Von Reisenden und Magiern des bhutanischen Regisseurs Khyentse Norbu verantwortlich.

## Filmografie (Auswahl)
- 1972: The Adventures of Barry McKenzie
- 1974: Barry McKenzie Holds His Own
- 1975: The Great Macarthy
- 1975: Pure Shit
- 1976: Mad Dog (Mad Dog Morgan)
- 1977: Wild Queens (Journey Among Women)
- 1977: Der verbotene Baum (The Mango Tree)
- 1978: Nachrichtenkrieg (Newsfront)
- 1979: Kostas, der Grieche (Kostas)
- 1981: Wrong Side of the Road
- 1982: In der Hitze des Zorns (Heatwave)
- 1982: Dead Easy – Wettlauf mit dem Tod (Dead Easy)
- 1983: Return of Captain Invincible oder Wer fürchtet sich vor Amerika? (The Return of Captain Invincible)
- 1984: Die letzte Nacht (One Night Stand)
- 1985: Coca Cola Kid (The Coca Cola Kid)
- 1986: War Time Melbourne May 1942 (Death of a Soldier)
- 1986: Windrider
- 1987: The Good Wife (The Umbrella Woman)
- 1987: Roxanne
- 1987: Der Navigator (The Navigator: A Medieval Odyssey)
- 1989: Gefährliches Paradies – Ein Sarg voller Heroin (Trouble in Paradise, Fernsehfilm)
- 1989: Insel der Frauen (Island)
- 1989: The Delinquents – Sie sind jung und wollen frei sein (The Delinquents)
- 1991: Fires Within
- 1992: Flucht aus dem Eis (Map of the Human Heart)
- 1994: The Last Tattoo
- 1994: Fatal Past
- 1996: Offspring
- 1996: Lust und Rache (Lust and Revenge)
- 1997: Paradies in Flammen (Heaven’s Burning)
- 1998: The Sound of One Hand Clapping
- 1999: Molokai: The Story of Father Damien
- 1999: Kick
- 1999: Spiel der Götter – Als Buddha den Fußball entdeckte (Phörpa)
- 2000: Sexy Beast
- 2002: Long Walk Home (Rabbit-Proof Fence)
- 2002: Der stille Amerikaner (The Quiet American)
- 2003: Von Reisenden und Magiern (ཆང་ཧུབ་ཐེངས་གཅིག་གི་འཁྲུལ་སྣང)
- 2004: Return to Sender
- 2005: Little Fish
- 2006: Basic Instinct – Neues Spiel für Catherine Tramell (Basic Instinct 2)
- 2008: My Zinc Bed (Fernsehfilm)
- 2011: Crawl – Home Killing Home (Crawl)
- 2015: The Lovers
- 2015: Now Add Honey
- 2015: Septembers of Shiraz
- 2016: Tommy’s Honour
- 2021: Buckley’s Chance

## Auszeichnungen (Auswahl)
- AFI-Award
  - 1978: Bester Schnitt – Newsfront
  - 1988: Bester Schnitt – Der Navigator
  - 2005: Bester Schnitt – Little Fish